# Stora Kroksjön (Kinna socken, Västergötland)
Stora Kroksjön är en sjö i Marks kommun i Västergötland och ingår i Viskans huvudavrinningsområde.